# Francis Baring (1. baron Northbrook)
Francis Thornhill Baring, 1. baron Northbrook (ur. 20 kwietnia 1796 w Kalkucie, zm. 6 września 1866 w Micheldever w Hampshire) – brytyjski polityk, członek stronnictwa wigów, minister w rządach lorda Melbourne’a i lorda Johna Russella.
Był synem sir Thomasa Baringa, 2. baroneta, i Mary Sealy, córki Charlesa Sealy'ego. Wykształcenie odebrał w Winchester College, Eton College oraz w Christ Church na Uniwersytecie Oksfordzkim. W 1823 r. rozpoczął praktykę adwokacką w korporacji Lincoln’s Inn.
W 1826 r. został wybrany do Izby Gmin jako reprezentant okręgu Portsmouth. W latach 1830–1834 był lordem skarbu, a od czerwca od listopada 1834 r. sekretarzem skarbu. Ponownie sprawował ten urząd w latach 1835–1839. W latach 1839–1841 był kanclerzem skarbu. W latach 1849–1852 był pierwszym lordem Admiralicji. W 1865 r. otrzymał tytuł 1. barona Northbrook i zasiadł w Izbie Lordów.
Zmarł w 1866 r. Tytuł parowski odziedziczył jego syn Thomas.